# المخيم العالمي للاتحاد العالمي للكشافة المستقلة
المخيم العالمي للإتحاد العالمي للكشافة المستقلة (بالإنجليزية:World Federation of Independent Scouts World Jamboree) هو مخيم كشفي يتبع الإتحاد العالمي للكشافة المستقلة.

## المخيمات
| السنة | الحدث                                                       | الموقع , الدولة   | الموضوع / الاسم      | الحضور |
| ----- | ----------------------------------------------------------- | ----------------- | -------------------- | ------ |
| 2002  | المخيم العالمي للإتحاد العالمي للكشافة المستقلة 2002        | الدنمارك          | معا نحن أقوى         | 850    |
| 2007  | المخيم العالمي للإتحاد العالمي للكشافة المستقلة الثاني 2007 | ميديلين, كولومبيا |                      | 2000   |
| 2011  | المخيم العالمي للإتحاد العالمي للكشافة المستقلة الثالث 2011 | بويبلا, المكسيك   | من أجل عالم بلا حدود | 1000   |

## المخيم العالمي للإتحاد العالمي للكشافة المستقلة الثالث 2011
عقد المخيم العالمي للإتحاد العالمي للكشافة المستقلة الثالث في الفترة من 16-23 يوليو 2011 في المكسيك. حضر المخيم 1000 كشاف من الإتحاد العالمي للكشافة المستقلة يمثلون 40 بلدا وكانت أعمارهم تترواح بين 3 و 21 سنة. كانت هناك مجموعة كبيرة ومتنوعة من الأنشطة، مثل ورش العمل مع مختلف المنظمات الغير حكومية وجماعات السكان الأصليين المختلفة، والأنشطة الزراعية والزيارات إلى اطلال الهسبانية والأنشطة الثقافية.